# Lars Windfeld
Lars Windfeld (født 3. oktober 1962) er tidligere administerende direktør for den danske fodboldklub AGF og tidligere fodboldspiller for Aabenraa, Haderslev FK, AC Horsens og AGF.
Lars Windfeld er målmand og nåede 221 kampe for AGF, mange som anfører, og han spillede indtil 2000, hvor skader satte stop for karrieren. Han fik i 1995 Det gyldne bur, kåringen af årets målmand i dansk fodbold.
Lars Windfeldt er berømt for sit mål på et forrygende udspark, der overrumplede Lars Høgh i en kamp mod OB.
Lars Windfelds måske bedste kamp for klubben var i 1997, da AGF overraskende vandt 1-0 ude over franske Nantes og gik videre i UEFA Cup.
I 2005 tiltrådte Lars Windfeld som adm. direktør for AGF fodbold, efter Frank Heskjær forlod posten. Windfeld forlod posten i 2009 på grund af sygdom.
I 2021 blev Lars Windfeld stævnet for stort millionbeløb efter konkurs i Titus Olie og Gas. 